# Mer de la Sonde
La mer de la Sonde est une mer de l'océan Pacifique située au sud du détroit de Macassar à l'ouest. Elle mélange ses eaux avec la mer de Java.